# Spółdzielnia „Bajtek”
Spółdzielnia „Bajtek” – spółdzielnia wydawnicza z siedzibą w Warszawie, wydająca czasopisma o tematyce komputerowej, działająca w latach 1990–1996.

## Historia
Czasopismo Bajtek ukazywało się od 1985 roku nakładem Robotniczej Spółdzielni Wydawniczej Prasa-Książka-Ruch. W 1990 roku na mocy Ustawy o likwidacji RSW, redaktorzy czasopisma założyli Spółdzielnię „Bajtek”, aby kontynuować wydawanie czasopisma. Spółdzielnia z czasem zaczęła publikować także i inne tytuły:
- Top Secret,
- Commodore & Amiga,
- Moje Atari,
- Atari Magazyn,
- Magazyn Internet (tytuł przejęty później przez wydawnictwo AVT-Korporacja)

Siedziba wydawnictwa początkowo mieściła się w Warszawie przy ul. Wspólnej, następnie przy ul. Raperswilskiej, a ostatecznie przy ul. Służby Polsce 2.